# Разделител на книга
Разделителят на книга (книгоразделител) се нарича тънката отбелязка, обикновено направена от картон, кожа или плат, която се използва, за да се маркира място в книга на хартиен носител и да се даде възможност на читателя да се върнете към него с лекота. Аналог в електронните книги е най-често икона, а в Интернет – отметка (Bookmark).

## Предназначение
Разделителят на книги, когато е вложен в книга, списание или др. книжен носител, позволява да се отбележи позицията до която е стигнал прочитът или важни за отбелязващия страници.
Книгоразделителят щади книгата от други средства за отбелязване, като прегъване на лист, пречупване на книгата, писане и др. За разлика от календарчета, визитки, брошури и др., разделителите на книга са далеч по удобни по форма и предлагат допълнителна функционалност. Темата на изпълнение на отделен разделител може да съответства на конкретна книга, което да допълва крайното впечатление и удоволствие от четенето. В библиотеки се срещат разделители, напомнящи за датата на връщане на книгата. Разделителите на книги могат да имат други практични приложения, като например разграфяване като линия, надписване с таблицата за умножение, форма на куки за плетене и др. В същото време, като нещо попадащо често в полезрението, разделителите могат да се ползват и за реклама (фирмени знаци, послания, информация за контакти и др.). Често имат артистичен вид и може да бъдат произведение на изкуството и обект на колекциониране.
Обикновено текстилната връв, ползвана за разделител, е свързана с основата и стърчи при затваряне на книгата. Допълнителна осигуровка срещу разместване имат магнитните разделители и тези под формата на кламер.
- Подгъване тип „кучешко ухо“
- Листчета, използвани за отбелязки
- Разделител връв
- Разделител връв
- Магнитен разделител

## История
Сведения за употреба на разделител на книга има от I век. Най-ранните оцелели разделители са кожени каишки от VI век в близост до Сакара, Египет, под руините на манастира Апа Еремия. The earliest existing bookmark dates from the 6th century AD and it is made of ornamented leather lined with vellum on the back and was attached with a leather strap to the cover of a Coptic codex (Codex A, MS 813 Chester Beatty Library, Dublin).
През Средновековието разделителите на книги са изработени обикновено от пергаментна лента, свързана с книгата. Т.к. печатните книги по това време са изключително редки, то е била явна нуждата от отбелязка, която да не нанася вреди.
Повечето разделители от XIX век са били предназначени за използване в Библии и молитвени книги и са изработени на лента, тъкана коприна или кожа. От 1880-те години производството на тъкани от коприна разделители намалява и се налагат тези от твърда хартия или картон, паралелно с широкото разпространение на самите книги.
Съвременните разделители на книги се предлагат в голямо разнообразие от материали в множество дизайни и стилове.

### Етикети
В библиотеките се среща техника за каталогизиране, чрез поставяне на номера, които служат за идентифициране и локализиране на книги и други материали от библиотеката на базата на препратки.
Когато няколко страници трябва да се отбележат систематично и в дългосрочен план, се използват главни подразделения, например отделни глави от Библията, буквени показалци на речник, отбелязки за различни езици и др.
- Етикети с името на автора и заглавието на книгата
- Залепени етикети
- Залепени етикети

## Материали
Освен картон, кожа и плат, често използвани материали за разделители на книга са хартия, метали като сребро, месинг и злато, коприна, дърво, връв и пластмаса. Могат да са украсени с мъниста, скъпоценни камъни и др.
- Книга с книжен разделител
- Плетен разделител
- Разделител от връв и картон, Германия, 1929 г.
- Разделител с пискюл, ок. 1870 г.
- Плетен разделител с бедуинска бродерия
- Разделител от Япония, 2012 г.
- Разделител от велурена лента и сребро, Бразилия
- Дървени разделители, Канарските острови
- Метален разделител